# Olerudsjön
Olerudsjön är en sjö i Årjängs kommun i Värmland och ingår i Göta älvs huvudavrinningsområde. Sjön är 16,4 meter djup, har en yta på 0,608 kvadratkilometer och befinner sig 105,2 meter över havet. Sjön avvattnas av vattendraget Sundsbyälven.

## Delavrinningsområde
Olerudsjön ingår i det delavrinningsområde (657484-128466) som SMHI kallar för Utloppet av Olerudsjön. Medelhöjden är 138 meter över havet och ytan är 6,58 kvadratkilometer. Räknas de 2 avrinningsområdena uppströms in blir den ackumulerade arean 37,7 kvadratkilometer. Sundsbyälven som avvattnar avrinningsområdet har biflödesordning 3, vilket innebär att vattnet flödar genom totalt 3 vattendrag innan det når havet efter 226 kilometer. Avrinningsområdet består mestadels av skog (87 procent). Avrinningsområdet har 0,64 kvadratkilometer vattenytor vilket ger det en sjöprocent på 9,7 procent.